# حوض استحمام الملكة
حوض استحمام الملكة أو حوض استحمام الملكة في فالساين (بالإسبانية: El baño de la reina, Valsaín)‏ هي لوحة زيتية مرسومة على قُماش من قِبل خواكين سورويا. تبلغُ أبعاد اللوحة حوالي 106 × 82,5 سم وقد رُسمت خلال صيف عام 1907 في منطقة فالساين (سيغوفيا) بإسبانيا. خلال هذا الصيف؛ انتقلت عائلةُ الفنان إلى مِنطقة لا جرانجا دي سان إلديفونسو لعرض صورة ألبونسو الثالث عشر في زي الفارس. في الوقتِ الحالي؛ توجدُ اللوحة في الجزء السفلي من متحف سورويا في العاصمة مدريد وذلك بحسب وصيّة مؤسس المُتحف.
يُمثل العمل مشهد منطقة فالساين؛ وهو يجسد بالذات مكانَا يُدعى الملكة فورد هناك أينَ تمّ رسمها. تظهرُ في خلفيّة اللوحة – كما هو واضحٌ في الصورة – مجموعة من أشجار الصنوبر. بحلول عام 1908؛ نُقلت اللوحة إلى لندن وكانت تٌعرف حينَها باسمِ شعاع الملكة ثم عُرضت في المجتمع الأمريكي-الإسباني في نيويورك عام 1909 قبل أن تُنقل إلى معهد الفن في شيكاغو في عام 1911 ثمّ متحف الفن في سانت لويس الذي خصّص لها اسمَ غابات الصنوبر في لاجرانجا وذلك سنة 1911 أيضًا.